# Olof Sellstedt
Olof Peter Sellstedt, även Sehlstedt, född 20 januari 1785 i Edsele socken, död 17 september 1832 i Nederluleå socken, var en svensk läroverkslärare och präst.
Efter studier vid Härnösands gymnasium blev Sellstedt 1805 student vid Uppsala universitet, där han 1806 försvarade en avhandling pro exercitio om Aisopos' fabler och i juni 1811 disputerade pro gradu under Eric Michael Fants presidium på en dissertation om Gustav II Adolf. Därefter promoverades han till filosofie magister men prästvigdes också i oktober 1811 för hemstiftet Härnösand. I augusti 1811 blev han vice kollega vid Härnösands trivialskola och fick ordinarie tjänst där i mars 1815. Våren 1820 blev han vice konrektor och i februari 1822 ordinarie konrektor vid samma skola. Sellstedt var orator vid en jubelfest 1830 i Härnösand till tusenårsminnet av kristendomens införande.
År 1831 lämnade Sellstedt lärarbanan och utnämndes till kyrkoherde i Nederluleå församling, som samma år bildats i och med att den gamla Luleå församling delats i två delar, Nederluleå och Överluleå församlingar. I kyrkoherdevalet hade allmogen röstat på avlidne prosten Isak Nordmarks måg Carl Eurenius men Sellstedt fick tjänsten och tillträdde 1 maj 1832. I församlingen tjänstgjorde för övrigt sedan tidigare hans kusin Hans Sehlstedt som komminister. Sellstedt hade ännu inte hållit sin egentliga inträdespredikan när han begick självmord genom att kasta sig ut från prästgårdens fönster huvudstupa ned i en brunn i kryddgården, varvid han avled. Sellstedt kom att efterträdas av Pehr Calwagen.
Sellstedt var son till länsmannen Peter Sehlstedt i Ramsele och Christina Margareta Klockhoff samt dotterson till komminister Peter Klockhoff i Helgum. Han gifte sig 1817 med Elisabeth Ulrica (Ulla) Huss, som var född 1788 i Härnösand och var dotter till borgmästaren Erik Joachim Huss och Maria Elisabeth Söderberg. Efter mannens död gifte hon om sig 1835 med förste lantmätaren Johan Rutbäck i Sunderbyn, där hon avled 1837. Makarna Sellstedt hade sju barn, av vilka tre nådde vuxen ålder. Sonen Ulrik Jochim Sellstedt blev kyrkoherde i Sidensjö församling och kontraktsprost. En annan son dog 1845 som student och gav upphov till Anton Sellstedts stipendiefond vid Uppsala universitet.